# Andrantsay
Andrantsay est une petite rivière du sud de l'Imerina, affluent de la Mania, dans le bassin du fleuve Tsiribihina. 

## Histoire  et hydronymie
Son nom servit ensuite à désigner un puissant royaume fondé au XVIIe siècle par Andrianony, un prince venu d'Alasora, au sud de Tananarive. Ce royaume, mieux connu sous l'appellation ultérieure de Vakinankaratra disparut au début du XIXe siècle, à la suite de l'intégration de son territoire dans l'ensemble merina dirigé par les souverains de Tananarive.